# Rhizoctonia
Rhizoctonia és un gènere de fongs dins l'ordre Cantharellales. Les espècies d'aquest gènere no produeixen espores però estan compostes d'hifes i esclerocis (propàguls hifals) i són estadis asexuals dels fongs del gènere Thanatephorus. Les espècies de Rhizoctonia són sapròfits, però de manera facultativa són paràsits patògens de les plantes, que causen malalties d'importància econòmica. També són fongs micorícics associats a les orquídies. El nom del gènere va ser creat per acomodar molts fongs d'aparença similar però no relacionats entre ells.

## Taxonomia

### Història
Rhizoctonia va ser un nom introduït per Augustin Pyramus de Candolle per a fongs patògens de les plantes que produïen tant hifes com esclerocis. "Rhizoctonia" significa "matador d'arrels" i l'espècie original de Candolle, Rhizoctonia crocorum és l'agent caausal de l'arrel vileta de la pastanaga i altres arrels cultivades. Altres autors van afegir 100 noms addicionals al gènere alguns poc semblants a l'espècie tipus.
R.T. Moore proposà el 1987 que Rhizoctonia hauria de restringir-se a l'espècie tipus i espècies relacionades i que les altres espècies es traslladessin a altres gèneres.Desgraciadament això significava que l'espècie més coneguda Rhizoctonia solani (teleomorf Thanatephorus cucumeris), s'hauria de canviar a Moniliopsis solani. Per permetre aquest canvi es va proposar que R. solani podria reemplaçar R. crocorum com espècie tipus de Rhizoctonia. Però finalment es conserva R. solani com espècie tipus sota Codi Internacional de Nomenclatura Botànica.

### Estatus actual
Actualment el gènere està restringit a l'espècie tipus Rhizoctonia solani i els seus sinònims. El gènere es fa servir encara en el seu sentit antic. L'anàlisi molecular i cladístic posa a Rhizoctonia dins la família Ceratobasidiaceae.

## Hàbitat i distribució
Són espècies sapròfites que ocorren en el sòl i produeixen basidiocarps en tiges mortes i detritus de plantes. També són patògens oportunístes de les plantes. La distribució sembla cosmopolita

## Importància econòmica
Rhizoctonia solani causa malalties a les plantes cultivades, és un dels responsables de la mort dels planters petits en vivers i de malalaties en les patateres, cereals, remolatxa sucrera, cogombre, arròs, i altres.